# Golden Nugget Casino DS
Golden Nugget Casino DS est un jeu vidéo de réflexion, développé par Skyworks et édité par Majesco Sales, et sorti sur Nintendo DS en 2006.